# Palácio dos Aciprestes
O Palácio dos Aciprestes é um palácio do século XVIII, em torno do qual emerge Linda-a-Velha, Oeiras. O projeto inicial é do arquiteto João Pedro Ludovice, (1700 -1760), segundo arquiteto do Palácio Convento de Mafra, filho do arquiteto João Frederico Ludovice, autor do placio Convento de Mafra. A atual estrutura arquitetónica foi adaptada pelo arquiteto Raul Lino, em 1955, sendo que o Palácio já teria passado por vários processos de reconstrução, inclusive após o terramoto de 1755.  

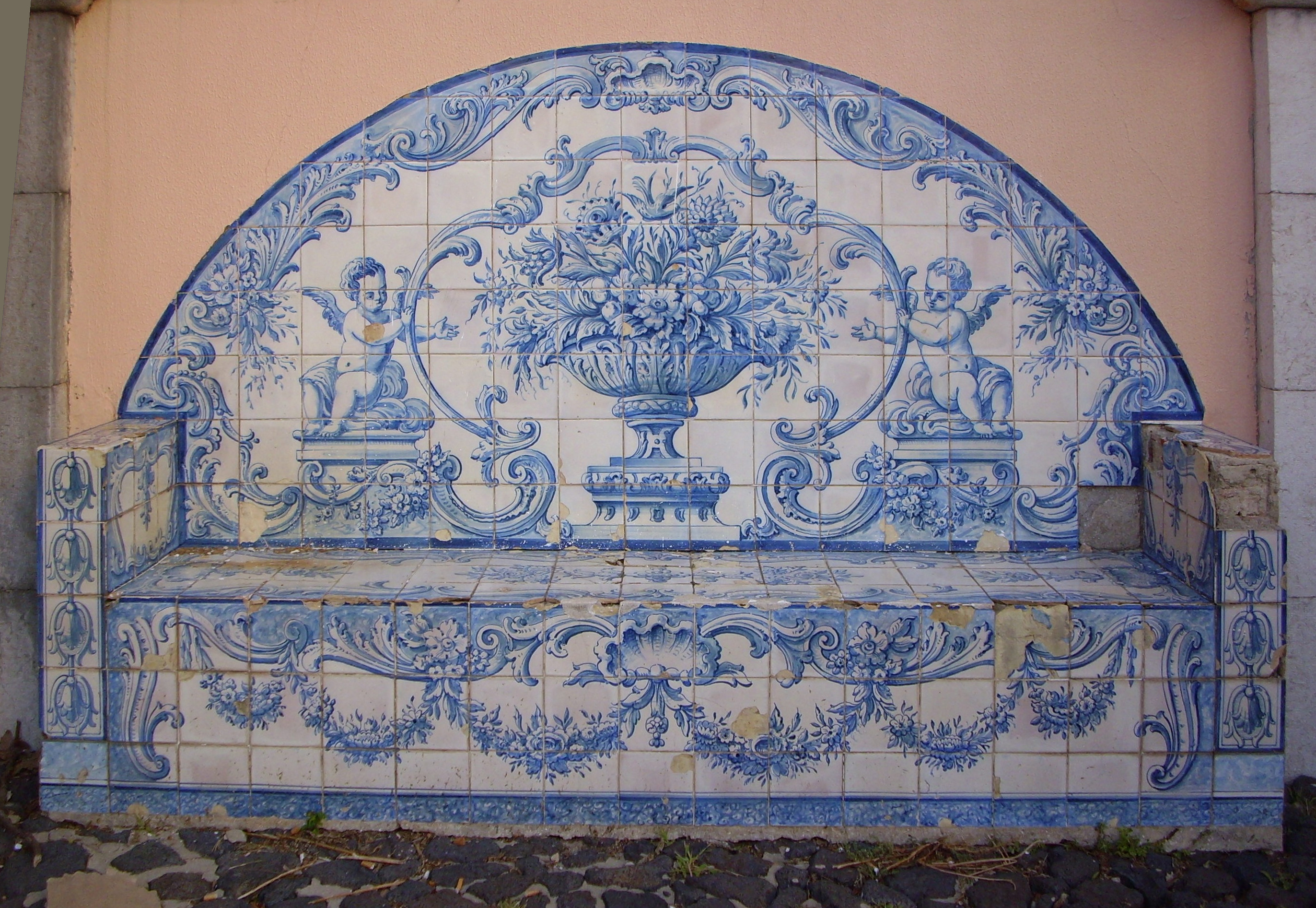
Banco de jardim do Palácio dos Aciprestes, com painel de azulejos

Foi mandado construir por Alexandre de Gusmão quando D. José lhe doou a Quinta dos Aciprestes. Alexandre de Gusmão recheou o palácio de obras de arte e preciosidades de toda a ordem. É lá que actualmente se situa a Fundação Marquês de Pombal. Periodicamente são feitas exposições e mostras de arte, e nos jardins são realizados concertos de bandas da freguesia e do concelho.
O Palácio e a Quinta dos Aciprestes constituem o património mais importante de Linda-a-Velha.